# Deux Nigauds marins
Pour plus de détails, voir Fiche technique et Distribution.
Deux Nigauds marins (titre original : In The Navy) est une comédie américaine, en noir et blanc, réalisé par Arthur Lubin et sorti en 1941. Ce film met en scène le duo comique Abbott et Costello et fait partie de la série Deux Nigauds.

## Synopsis
Russ Raymond, un célèbre crooner américain, abandonne sa carrière alors qu'il est au plus haut du succès, pour s'engager incognito dans la marine de guerre, sous son vrai nom, Tommy Halstead. Dorothy Roberts, une journaliste, découvre son identité et cherche à tout prix à obtenir à le photographier pour prouver son récit. Sur le navire Alabama, Tommy rencontre Smoky et Pomeroy, qui l'aident à se cacher de Dorothy…

## Fiche technique
- Titre : Deux Nigauds marins
- Titre original : In The Navy
- Réalisation : Arthur Lubin
- Scénario : Arthur T. Horman, John Grant
- Musique : Charles Previn, Frank Skinner
- Directeur de la photographie : Joseph Valentine
- Montage : Philip Cahn
- Direction artistique : Jack Otterson
- Décors : Russell A. Gausman
- Costumes : Vera West
- Production : Alex Gottlieb, Universal Pictures
- Pays de production :  États-Unis
- Genre : Comédie, film musical
- Durée : 85 minutes
- Dates de sortie :
  - États-Unis : 30 mai 1941
  - France : 11 mai 1949

## Distribution
- Bud Abbott : Smoky Adams
- Lou Costello : Pomeroy Watson
- Dick Powell : Tommy Halstead / Russ Raymond
- Claire Dodd : Dorothy Roberts
- The Andrews Sisters : elles-mêmes
- Dick Foran : Dynamite Dugan
- Shemp Howard : Dizzy
- Bobby Barber (en) : pêcheur (non crédité)

## Récompenses et distinctions

### Nominations
- Saturn Award 2005 :
  - Saturn Award de la meilleure collection DVD (au sein du coffret The Best of Abbott and Costello, vol. 1-3)